# みんなの甲子園
『みんなの甲子園』（みんなのこうしえん）は、2003年以降の選抜高等学校野球大会開催期間中（3月下旬 - 4月上旬）に、毎日放送とCS放送のGAORAで放送される大会ハイライト番組。2023年以降は、『センバツLIVE!スペシャル みんなの甲子園』（センバツライブ!スペシャル みんなのこうしえん）というタイトルが付けられている。
地上波テレビでは、基本として関西ローカルで放送。2008年・2009年には、TBS系列局の琉球放送でも同時ネットを実施していた。新型コロナウイルスへの感染拡大の影響で第92回選抜高等学校野球大会を中止した2020年には、出場が内定していた32校への救済措置として「2020年甲子園高校野球交流試合」が8月中旬に組まれたことに伴って、交流試合関連の特別番組や紹介・速報コーナーとして放送されている。
なお、当ページでは、毎日放送が1982年から2002年まで放送していた前身のハイライト番組についても述べる。

## 概要

### 放送開始までの経緯
毎日放送では、第31回大会（1959年）から第74回大会（2002年）まで、1回戦から決勝戦までの全試合をテレビ・ラジオとも生中継で放送。テレビでは、1982年以降の大会期間中に、TBS制作・JNN全国ネットのスポーツニュースに続いて、大会のハイライト番組を連日放送してきた（後述）。
しかし、毎日放送は2003年に、テレビ・ラジオとも生中継の対象を準決勝・決勝戦に縮小することを発表。「センバツは別の形でお届けしたい」として、GAORAでの生中継拡充や、毎日放送公式サイトでのリアルタイムネット中継開始に踏み切った。この方針転換を機に、テレビでの大会ハイライト番組を、『みんなの甲子園〜すべての人たちのために』（みんなのこうしえん すべてのひとたちのために）という深夜の30分番組にリニューアル。試合のダイジェストパートでは、「STORY」（当該試合に関わる選手や周辺の人々にまつわるエピソードをオムニバス形式で紹介する企画）を冒頭へ組み込むようになった。ちなみに、このような企画を発案したのは、毎日放送のスポーツ局で長年にわたって大会の取材や試合中継に従事していた宮前徳弘である。

### 深夜帯で放送（2003年 - 2010年）
2003年から2010年までは、大会期間中に毎日、『JNNニュース』最終版終了後に30分間放送。2008年から2010年までは、大会の開幕直前に『みんなの甲子園 Another Story』（みんなのこうしえん アナザー・ストーリー）も放送していた。 
なお、2010年には、大会出場経験者・プロ野球経験者から初めて赤星憲広をメインキャスター（ナビゲーター）に起用している（後述）。

### 夕方に速報番組を編成（2011 - 2014年）
2011年には、日曜日のみ30分間の放送を維持する一方で、それ以外の曜日での放送時間を14分間に縮小したその一方で、通常は19:00まで放送する『VOICE』（夕方の関西ローカルニュース番組）の終了時間を、大会期間中のみ18:54に繰り上げ。近畿勢の試合を中心に扱う生放送の速報番組『みんなの甲子園 イブニング』を、18:54 - 19:00に編成した。また、大会開幕直前の3月22日深夜（23日の0:55 - 1:35）には、清原和博をゲストに迎えた『開幕スペシャル 高校野球なう。』を放送した。
2012年には、日曜以外の曜日で、本編とは別に『みんなの甲子園 イブニング』（みんなのこうしえん イブニング）を編成。平日については、同番組を10分間放送する関係で、『ちちんぷいぷい』（生放送の情報番組）の終了時間を10分繰り上げた。ただし、『みんなの甲子園 イブニング』では進行役を置かずに、当日の試合のダイジェスト・選手インタビューのVTRだけで構成していた。
2013年には、『みんなの甲子園 イブニング』枠を「平日版の本編」と位置付けるとともに、タイトルを『みんなの甲子園』に統一。平日には、夕方に先行放送を実施してから、当日の深夜（翌日の未明）に再編集版を流していた（事実上の再放送）。その一方で、土・日曜日には夕方に放送枠を設けず、深夜での放送を継続した。
2014年には基本として、前年の編成を踏襲。ただし、平日には深夜帯での再放送を実施せず、夕方の生放送で速報を伝えることに特化していた。

### 早朝番組として編成（2015 - 2019年）
2015年には、本編の放送枠を早朝（5時台または6時台）へ移動。「100人には100通りの甲子園がある」というキャッチフレーズの下に、「天気予報を内包した早朝の生放送番組」として放送内容を一新した。平日夕方の速報については、『速報!みんなの甲子園』（そくほう!みんなのこうしえん）というタイトルで、『VOICE』に内包。この構成は、2019年の大会期間中に『VOICE』が終了するまで続けられた（最後に内包されたのは同年3月28日放送分）。
平日の本編については、5:30 - 5:55に生放送。通常は5:30からの全編フルネットを実施している『あさチャン!』の冒頭パートを当番組へ差し替えるとともに、5:55からの飛び乗り方式で同番組を放送した。
2016年の大会期間中も、このような編成を継続。『あさチャン!』の開始時間が5:25にまで繰り上がる3月28日（月曜日）以降の平日には、5:55からの飛び乗りを維持したまま、当番組の放送枠を5分拡大した。その一方で、天気予報については、字幕スーパー画面左上の時刻表示右部に気象マーク（天気ループ）を表示させるだけにとどめている。なお、第1日（3月19日）が日曜日に当たる2017年の大会期間中も、平日には5:25 - 5:55に放送枠を編成していた。
第90回記念大会として開催した2018年には、大会の開幕を前に毎日新聞大阪本社オーバルホールで実施する組み合わせ抽選会の関西ローカル向け速報番組を、『みんなの甲子園抽選会スペシャル 母とのぞむ春』（抽選会の生中継に出場校・出場予定選手へのロケ取材企画を交えた特別番組）として3月16日（金曜日）の9:55 - 11:00に編成。大会の初日からは、早朝に本編を放送した。
なお、2016年・2017年の大会期間中には、放送済みの本編動画を公式サイトから無料で配信。大会終了後から翌年の大会直前（公式サイトの更新）までは、全ての放送回の動画をアーカイブとして公開していた。2018年以降は、「MBS動画イズム」からの無料配信に変更している。
2019年には、タイトルロゴを一新するとともに、本編と別枠で『みんなの甲子園 Another Story』の放送を9年振りに再開。大会開幕前週の3月18日（月曜日）から、大会前半の29日（金曜日）まで、月 - 木曜日の23:07 - 23:10および、金曜日の22:54 - 23:00に放送枠を編成していた。また、大会終盤の4月1日（月曜日）から『VOICE』に代わって編成されている『ミント!』（関西ローカル向けの総合情報番組）でも、「スポーツミント!」（18時台に伝えるストレートニュースのスポーツ関連項目）の中に『速報!みんなの甲子園』を組み込んでいる。

### 新型コロナウイルスへの感染拡大後の対応

#### 2020年
第92回選抜高等学校野球大会の出場校選考委員会が開かれた1月24日に、『みんなの甲子園 速報!センバツ出場校 春の主役は君たちだ!』をGAORAで生放送。毎日放送では、前年の第91回大会終了（2019年4月）以降に早朝番組の改編が相次いだことなどから、本編の放送枠・時間の変更を予定していた。
第92回大会は3月19日（木曜日）から13日間の日程で開催を予定していたが、同年の初頭から日本国内で新型コロナウイルス感染症（COVID-19）が流行している影響を踏まえて、日本高等学校野球連盟（日本高野連）では3月11日に大会の休止を決定。この決定に伴って、当番組の本編も放送を休止した。
さらに、新型インフルエンザ等対策特別措置法に基づく新型インフルエンザ等緊急事態宣言が、4月7日（火曜日）に日本政府から初めて発出。同月16日から5月14日までは、宣言の範囲を全47都道府県にまで拡大していた。宣言は5月25日付で完全に解除されたものの、日本高野連では第92回大会に続いて、夏の第102回全国高等学校野球選手権大会も中止することを同月20日に決定。その一方で、選手権本大会の開催を予定していた期間（8月中旬の6日間）には、甲子園球場で「2020年甲子園高校野球交流試合」（第92回大会への出場が決まっていた32校による招待試合）を開催した。毎日放送グループでは全16試合（1日につき3試合以内）のインターネット（本来は選抜大会のポータルサイトである「センバツLIVE!」）向けライブ配信（「みんなの甲子園　2020交流試合LIVE配信」）、例年は全国高等学校野球選手権本大会を中継する朝日放送グループではテレビ・ラジオ向けの中継と（本来は選手権大会のポータルサイトである「バーチャル甲子園」）向けライブ配信を担当したことから、毎日放送では開幕前日（8月9日）の15:00 - 17:00にテレビで『あす開幕! みんなの甲子園スペシャル～出場32校の笑顔を集めました～』を関西ローカル向けに編成。開幕前（7月31日 - 8月7日）には『ちちんぷいぷい』（3月30日から関西ローカル番組として再編成）の中で「フレ!フレ!スポーツ みんなの甲子園」（関西地方から招待された6校に対する三ツ廣・辻の取材企画）、大会期間中の平日（前半の8月10 - 12日→予備日に当たる13・14日→最終日の17日）には『ちちんぷいぷい&ミント!夏休みウィーク 夏の自由すぎ研究』（14日まで）や『ミント!』（17日）の「今日のニュース　大事なトコロに赤えんぴつ」（『VOICE』を事実上継承する18時台のローカルニュース）の中で「みんなの甲子園×大事なトコロに赤えんぴつ」を放送している。また、土曜日の『サタデープラス』（全国ネット番組）と『せやねん!』（関西ローカル番組）でも、開幕前から関連企画を放送。ラジオでも、開幕の直前と終了の直後に生放送の関連番組を編成していた。
なお、日本高野連では2021年の選抜大会再開に向けて、2020年9月9日に第1回の大会運営委員会を開催。2021年3月19日から（休養日を含む）13日間の予定で、第93回選抜高等学校野球大会を甲子園球場で開催することを決めた。その一方で、緊急事態宣言の完全解除後にペースが鈍化していた日本国内におけるCOVID-19感染者数の増加傾向が、運営委員会の開催後（10月頃）から再び激化している。

#### 2021年
第93回選抜高等学校野球大会の出場校選考委員会が開かれる1月29日に、『みんなの甲子園 速報!センバツ出場校 春の主役は君たちだ!』をGAORAで生放送。第93回大会が上記の日程で開催されることが後に確定したため、選抜大会のダイジェスト番組としては2年振りに、毎日放送とGAORAで当番組を放送している。
毎日放送では、平日の5:25 - 6:00、土曜日の4:50 - 5:20、日曜日の5:10 - 5:40に放送枠を編成。平日については、2020年1月6日から当該時間帯（同年3月30日以降は5:00 - 6:00）に同時ネットを実施している『はやドキ!』のうち、5:25以降の時間帯のネットを試合開催日のみ臨時に返上した。また、土曜日の放送枠は、当番組史上最も早い時間帯に組まれていた。
ちなみに毎日放送では、COVID-19流行の影響で収益が悪化したことを受けて、「Newsミント!」（関西ローカルニュース）を除く『ミント!』のローカルパートを3月5日、『ちちんぷいぷい』を同月12日（いずれも金曜日）で終了した。その一方で、3月14日（日曜日）には、『せやねん!スポーツ番外編 みんなの甲子園スペシャル』（『せやねん!』のスポーツコーナーである「せやねん!スポーツ」とのコラボレーションによる事前収録の特別番組）を15:00 - 16:00に放送。同月8日から26日（金曜日）までの平日の午後帯には、「Newsミント!」を単独番組扱いで18:15 - 19:00（26日のみ17:45 - 18:30）に編成したため、第93回大会の試合が開催された平日には「Newsミント!」（29日以降は後継番組の『よんチャンTV』）内で試合の速報・結果を伝えていた。
また、この年の第93回大会では、当初から準々決勝と準決勝の間に休養日を1日設定。さらに、大会期間中のうち2日分の試合が雨天中止（翌日への順延）を余儀なくされたため、決勝は4月1日（木曜日）に開催された。「新日本放送」時代の1959年3月1日からテレビ放送事業とラジオ放送事業を兼営してきた毎日放送は、2021年4月1日付でラジオ放送事業を「株式会社MBSラジオ」へ移管したことを機に、テレビ単営局へ移行。当番組については、順延後の休養日であった3月30日（火曜日）放送分までテレビ・ラジオ兼営局、決勝当日の4月1日早朝放送分のみテレビ単営局として制作した。決勝については、テレビ（毎日放送）・GAORA・「センバツLIVE!」に加えて、ラジオでもMBSラジオの制作で中継している。

#### 2022年
日本国内では前年末からCOVID-19の流行が再燃していたが、日本高野連が3月18日から第94回選抜高等学校野球大会の開催を計画していることから、出場校の選考委員会が開かれた1月28日（いずれも金曜日）にGAORAで『みんなの甲子園 速報!センバツ出場校 春の主役は君たちだ!』の生放送を実施した。
なお、TBSテレビは『はやドキ!』を2021年9月30日（木曜日）で終了。翌10月1日（金曜日）からは、同番組の放送枠で『THE TIME'』（4:30 - 5:20）と『THE TIME,』（5:20 - 8:00）を新たに編成している。毎日放送の通常編成では『THE TIME'』『THE TIME,』ともフルネットを実施しているが、同局は当番組を引き続き早朝に放送。大会期間中の平日には、前日が休養日の場合や前日に予定されていた試合が中止になった場合を除いて、『THE TIME,』から冒頭30分間（5:20 - 5:50）のネットを返上することによって当番組の放送枠を確保した。

#### 2023年
第95回記念選抜高等学校野球大会の開催（3月19日以降）に際して、COVID-19流行の影響で2021年からリモート方式で対応していた組み合わせ抽選会が（大会自体が中止された2020年を含めて）4年振りに通常の方式（全出場校の主将が毎日新聞大阪本社のオーバルホールへ一堂に会しての抽選）に戻ったことから、抽選会当日（10日＝金曜日）の10:30 - 11:25に『センバツLIVE!スペシャル みんなの甲子園～抽選会速報～』を関西ローカルで生放送（GAORAでも当日の18:00から全国向けに録画放送）。赤星・海渡未来（毎日放送アナウンサー）・岡田圭右（ますだおかだ）・渡辺満里奈が毎日放送本社M館1階エントランスから出演したほか、かみじょうたけしが「アルプスソングベスト3」というVTR企画で登場した。
地上波（毎日放送）とCS（GAORA）では、前述した『抽選会速報』に続いて、大会の期間中に『センバツLIVE!スペシャル　みんなの甲子園』というタイトルでハイライト番組を放送。赤星と海渡がMCを務める一方で、早朝での放送を継続する。また、試合が予定どおりに開催される平日には、前年に続いて『THE TIME,』から冒頭30分間（5:20 - 5:50）のネットを返上することによって当番組の放送枠を確保した。
ちなみに、毎日放送では第95回記念大会の全35試合を対象に、試合の中継動画をスポーツナビ（Yahoo!JAPANが運営するスポーツ総合サイト）・SPORTS BULL（株式会社運動通信社がインターネット上で運営するスポーツメディア）内の「センバツLIVE!」ページとTVerから無料でライブ配信。TVerによる試合中継動画のライブ配信は選抜大会史上初めての試みで、スポーツナビ内の「センバツLIVE!」では、大会期間中の夜間に『先取り!みんなの甲子園』（翌日に組まれている試合の見どころを赤星と海渡が紹介するオリジナル番組）も配信している。

#### 2024年
感染症関連の国内法におけるCOVID-19の位置付けが前年の第95回記念大会終了後（2023年5月8日）から季節性インフルエンザと同等の「五類感染症」へ移行したことを背景に、第96回選抜高等学校野球大会を3月18日以降に開催することが決まったため、通常の方式による組み合わせ抽選会当日（8日＝金曜日）の10:25 - 11:30に『センバツLIVE!スペシャル みんなの甲子園～抽選会速報～』を関西ローカルで生放送（GAORAでも当日の18:00から全国向けに録画放送）。赤星・海渡・とにかく明るい安村・小林虎之介が毎日放送本社M館1階エントランスから出演したほか、甲子園歴史館の「高校野球ゾーン」（甲子園球場レフトスタンド直下の展示スペース）で事前に収録したクイズ企画（海渡の進行で元木大介・伊沢拓司が解答者として参加）を生放送に組み込んだ。甲子園歴史館では、大会の期間中にも『みんなの甲子園』を放送前日の営業終了後に収録している。
また、毎日放送では第96回大会の全試合を、スポーツナビ・SPORTS BULL内の「センバツLIVE!」ページとTVerから無料でライブ配信。「センバツLIVE!」では、選抜大会と阪神甲子園球場がこの年に100周年を迎えることを背景に、双方の歴史を選抜大会関連のアーカイブ映像で振り返るスペシャルコンテンツの配信も実施している。さらに、この年から「『みんなの甲子園』公式SNSアンバサダー」というポストを新設。YouTuberやタレントとして幅広く活動している（大会開幕の時点で）19歳の星乃夢奈を、初代の「SNSアンバサダー」に起用した。

#### 2025年
全国高等学校ラグビーフットボール大会のハイライト番組と同様の「決勝の振り返りは行わない」という従来の方針を改め、決勝翌朝まで放送された。

## 主な出演者
2004年から2009年までは、三倉茉奈・佳奈姉妹が揃って司会を担当。毎日放送のアナウンサー（河田直也、山中真、吉竹史、斎藤裕美）が交代でアシスタントを務めた。2008年のみ、当時毎日放送のアナウンサーとして大会中継の実況に携わっていた伊藤広も出演。2009年には、高校野球のプレー経験がある野久保直樹が三倉姉妹と日替わりで司会を務めていた。ちなみに、TBSテレビの井上貴博アナウンサーは、同局入社前（慶應義塾大学経済学部在学中）の2005年に「（自身の母校でこの年の第77回大会へ出場していた）慶應義塾高等学校硬式野球部の学生コーチ」として当番組の特集企画へ出演している。
2010・2011年には、赤星がメインキャスターを務めると共に、『みんなの甲子園 イブニング』を1人で進行。『みんなの甲子園』では、斎藤および前田阿希子が、赤星のアシスタントとして交互に出演していた。
2012年は『みんなの甲子園』のみ、前田に加えて、GAORAの大会中継で実況・リポーターを務める金山泉がキャスターを担当。平日の放送ではどちらか1人が出演するが、放送時間の長い日曜日（2012年は土・日曜日）には2人でキャスターを務めた。また、3月25日放送分に柳沢慎吾、4月1日放送分に立浪和義と磯山さやかがゲストで出演。4月4日に放送された決勝戦のテレビ中継では、金山が一塁側（大阪桐蔭）、前田が三塁側（光星学院）のアルプスリポーターを務めた。
2013年には、赤星が2年振りにナビゲーターを務めるとともに、吉竹がナビゲーターとして復帰。吉竹は、注目出場校の練習取材や、試合終了後の選手インタビューを初めて担当した。
2014年には、赤星がナビゲーターを続投するとともに、出場校の選手を初めて直々に取材した。また、同年1月で毎日放送を退社した吉竹の後任として、後輩アナウンサーの豊崎由里絵をナビゲーターに起用。試合中に甲子園球場のスタンドで出場校の関係者・出場選手の親族、試合終了後に選手へのインタビュー取材を担当した。
2015年には、高校野球に造詣の深いフリーアナウンサーの市川いずみが主に大会前半、豊崎が主に後半のナビゲーターを担当。『みんなの甲子園』の生放送には、小関順二がコメンテーター、山本麻生（気象予報士）が気象キャスターとして出演した。さらに、前年までナビゲーターを務めた赤星や、高校野球に縁のある芸能人を日替わりでゲストに迎えた。ちなみに市川は、『春一番!センバツ甲子園』（毎日放送のラジオのダイジェスト番組）のナビゲーターも兼務。4月1日に毎日放送と北海道放送で放送された決勝戦のテレビ中継では、一塁側（敦賀気比）のアルプスリポーターを担当した。
2016年には、赤星が基本としてメインMCを担当。市川・豊崎・小関・山本が出演しない一方で、前年に毎日放送へ入社した女性アナウンサー（玉巻映美・藤林温子）が、赤星のアシスタントを交互に務めた。また、高校野球に縁のある芸能人や元プロ野球選手が、毎回1名ずつゲストで出演。赤星が他のスケジュールとの兼ね合いで出演できない日には、前年からゲストとして登場している高校野球経験者のレッド吉田（TIM）が「赤」つながりでメインMCを務めた。さらに、決勝戦のテレビ中継には、赤星がゲスト解説者として初めて出演した。
2017年には、赤星・玉巻・藤林が続投。前年4月から毎日放送スポーツ局の解説委員を務める宮前が、解説役として連日出演した。また、赤星が出演できない場合には、前年に続いて吉田が代演。決勝戦のテレビ中継には、前年に続いて赤星がゲスト扱いで解説を担当した。
2018年には、赤星・玉巻・藤林が続投。宮前に代わって森本尚太（玉巻・藤林と同期入社のスポーツアナウンサー）が出演するほか、吉田もMC陣へ正式に名を連ねている。大会開幕前の3月4日には、当番組のプレイベントを兼ねて、毎日放送と甲子園歴史館の共同企画による赤星・市川出演のミニトークショーを甲子園球場の三塁側屋内ブルペンで実施した（大会開幕前週の17日に『MBSベースボールパーク』<ラジオ・ナイターオフ版>内の「特集・ボールパーク」でダイジェスト音源を放送）。また、赤星・藤林のスタジオ進行と森本尚太の中継リポートによる『抽選会スペシャル』（前述）では、浅尾美和（元・プロビーチバレー選手）がスタジオゲストとして出演したほか、大会に出場する福岡県立東筑高等学校関連のロケ取材企画でリポーターを務めた。その一方で、4月4日に関西ローカルで放送された決勝戦のテレビ中継では、赤星が3年連続でゲスト扱いで解説。玉巻が一塁側（智弁和歌山）、藤林が三塁側（大阪桐蔭）のアルプスリポーターを担当した。
2019年には、赤星・藤林・吉田が続投。2018年から『MBSベースボールパーク』（毎日放送のテレビ・ラジオ向けプロ野球中継）のフィールドキャスターを務める狩野恵輔（元・阪神捕手および外野手）も、コメンテーターやMC代理として随時出演した。なお、3月15日（金曜日）の10:25 - 11:30には、『みんなの甲子園 速報抽選会スペシャル』を関西ローカルで放送。赤星がスタジオのメインキャスター、藤林がスタジオ進行兼ロケ取材リポーター、金山が抽選会会場からの中継リポーター、吉田・上田まりえ（日本テレビ出身のフリーアナウンサー）・かみじょうたけしがスタジオゲストとして登場した。また、4月3日に関西ローカルで放送された決勝戦のテレビ中継では、赤星が4年連続でゲスト解説。藤林は出演せず、後輩アナウンサー（いずれも入社2年目に突入）の辻沙穂里が一塁側（習志野）、三ツ廣政輝が三塁側（東邦）のアルプスリポーターを担当した。
なお、2020年に第92回大会が開催された場合には、前年に毎日放送へ入社したばかりの清水麻椰アナウンサーが、藤林に代わって赤星のアシスタントを務めることを予定していた。2020年甲子園高校野球交流試合の開催に伴う『あす開幕!みんなの甲子園スペシャル～出場32校の笑顔を集めました～』で、赤星と清水によるMCが初めて実現。2021年の当番組再開後も赤星と清水がMCを務めたほか、赤星が出演できない日には、狩野が赤星に代わってMCを担当する。
令和時代に入って初めて（第93回）大会が開催された2021年には、月曜日放送分の代演を予定していた狩野の出演機会が、前日の雨天中止に伴い全滅した。また、4月1日の決勝戦（東海大相模対明豊）テレビ中継は、毎日放送（当日からテレビ単営局化）と大分放送（明豊の地元にあるJNN加盟局）の相互ネット方式で放送。10月に毎日放送の正社員定年（60歳）を控えていた森本栄浩（高校野球への造詣が深く組み合わせ抽選会の司会も務めるスポーツアナウンサー）が実況、赤星が5大会連続でゲスト解説、清水が三塁側（明豊）、清水の後輩アナウンサー（当日から入社2年目に突入）の川地洋平が一塁側（東海大相模）のアルプスリポーターを担当した。
2022年は、清水に代わって後輩アナウンサーの前田春香（2021年入社）をMCに起用。赤星が出演できない日には、狩野に加えて、2021年に千葉ロッテマリーンズで現役を引退した鳥谷敬（パナソニック野球部のコーチ、毎日放送などのプロ野球解説者、赤星・狩野の阪神選手時代のチームメイトで元・内野手）がMCを務めた。3月31日の決勝戦には関西勢（近畿ブロック）からの出場校（大阪桐蔭と補欠1位からの繰り上げ措置によって大会の開幕直前に出場が決まった近江）が勝ち残ったため、毎日放送グループの地上波ではテレビ・ラジオとも決勝戦を関西ローカル向けに中継。テレビ中継では、金山が実況、赤星と高嶋仁（智弁学園・智弁和歌山硬式野球部名誉監督）がゲスト解説、前田春香が三塁側（大阪桐蔭）、前田と同期入社の大村浩士が一塁側（近江）のアルプスリポーターを担当した。
2023年には、前田に代わって後輩アナウンサーの海渡未来（2022年入社）が『抽選会速報』からMCを担当。『よんチャンTV』内の「速報!みんなの甲子園」では、海渡が甲子園球場のスタンドや周辺からの生中継で出演していた。また、準決勝までの試合ダイジェスト映像にGAORA・インターネット向け中継における当該試合の実況同録音源を当てていたため、放送に際しては「実況：○○（2022年の第94回大会から実況陣にも加わっている大村の場合には『大村浩士』）アナウンサー」との字幕を表示している。なお、4月1日には毎日放送グループのテレビとラジオで決勝戦（山梨学院対報徳学園）を中継。地上波とGAORAでのテレビ中継は「センバツLIVE!スペシャル」という扱いで、前年に続いて金山・高嶋・赤星が甲子園球場の放送席から出演したほか、大村が一塁（自身の出身地でもある兵庫県から出場した報徳学園）側・海渡が三塁（山梨学院）側のアルプスリポートを担当した。この試合では山梨学院が山梨県勢としては（夏の選手権を含めても）初めての甲子園大会優勝を成し遂げたが、地元民放局のテレビ山梨（JNNに加盟するテレビ単営局）・山梨放送（MBSラジオと同じくJRNとNRNに加盟するラジオ放送部門）とも中継のネットを見送ったため、地上波ではテレビ・ラジオとも（報徳学園の地元でもある）関西ローカル向けの中継にとどまった。
2024年には、前年に続いて赤星と海渡が『抽選会速報』（3月8日）からMCを担当。当日の『よんチャンTV』では、近畿地方の出場校から和歌山県立田辺高校の硬式野球部（選抜大会には76年振りの出場）を矢野燿大（2022年までの阪神監督で赤星の阪神選手時代のチームメイト）が取材した映像を、本人のスタジオ報告と合わせて放送した。また、3月31日（日曜日）には、毎日放送・GAORAとMBSラジオで決勝戦（健大高崎対報徳学園）を中継。前年（2023年）に続いて「センバツLIVE!スペシャル」として編成されたテレビ中継（実況：三ツ廣政輝、ゲスト：赤星・小倉全由、優勝校の選手代表へのインタビュアー：森本栄浩）では、海渡に加えて、帝京高校への在学中（2007年春）に第79回大会へ出場していた杉谷拳士（元・北海道日本ハムファイターズ内野手→外野手）がアルプスリポートを担当した。この試合では健大高崎が群馬県勢として初めての選抜大会優勝を成し遂げたが、地上波ではテレビ・ラジオとも、中継を関西ローカル向けに放送。地上波のテレビ（毎日放送）では基本の中継枠を11:50 - 14:30に設定していたものの、12:30開始の決勝が1時間45分（14:15）で決着したにもかかわらず、土曜日開催の前回同様、14:30以降に実施された大会行事（閉会式と健大高崎・報徳学園ナインによる場内一周）の中継をGAORAに委ねていた。
2025年には、『よんチャンTV』の取材でアフリカ歴訪中の海渡に代わって河西美帆（2024年入社）が赤星と共に『抽選会速報』（3月7日）からMCを担当。当番組は海渡と河西が基本的に交互に担当した。

## 基本放送枠

### 地上波テレビ（毎日放送）

#### 2025年
大会の初日（3月19日）から決勝戦の翌日（3月31日）まで、関西ローカルで放送。平日の放送時間は40分で、TBSテレビ制作の全国ネット番組『THE TIME,』（毎日放送の通常編成では5:20 - 8:00の時間帯でフルネット）から、冒頭40分間のネットを臨時に返上したうえで当番組の放送枠に充てていた。
VTRのナレーターには前年同様、畑中ふう（2017年から担当）と毎日放送アナウンサーの松本麻衣子を起用。試合のダイジェスト映像には畑中、出場校・注目選手の紹介や特集企画の映像には松本が声を当てている。
放送のスケジュールは以下の通り。
- 3月19日（水曜日）5:20 - 6:00　赤星憲広、海渡未来、河西美帆
- 3月20日（木曜日）5:20 - 6:00　赤星憲広、河西美帆
- 3月21日（金曜日）5:20 - 6:00　赤星憲広、海渡未来、T-岡田
- 3月22日（土曜日）5:00 - 5:30　赤星憲広、河西美帆
- 3月23日（日曜日）5:30 - 6:00　赤星憲広、海渡未来
- 3月24日（月曜日）5:20 - 6:00　狩野恵輔[40]、河西美帆
- 3月25日（火曜日）5:20 - 6:00　赤星憲広、海渡未来
- 3月26日（水曜日）5:20 - 6:00　赤星憲広、海渡未来
- 3月27日（木曜日）5:20 - 6:00　赤星憲広、海渡未来
- 3月29日（土曜日）5:00 - 5:30　杉谷拳士[48]、河西美帆
- 3月30日（日曜日）5:30 - 6:00　赤星憲広、海渡未来
- 3月31日（月曜日）5:20 - 6:00　赤星憲広、海渡未来[49]、新里英之（HY）、名嘉俊（HY）

予定されていた試合が全て中止になった場合には、翌日分の放送を休止したうえで、大会のスケジュールに沿って放送期間を順次延長する予定だったが、実際には当初の予定通りに日程を消化した。
なお、準決勝までの試合が日曜日に開催された場合には、翌日（月曜日）の放送分で狩野恵輔（MBSラジオ野球解説者で阪神タイガースのOB）を赤星の代役に立てることが告知されていた。赤星が2010年（当番組の放送期間終了後の4月）から週末（2019年度までは土曜日、2020年度以降は日曜日）の深夜に日本テレビの本社スタジオ（東京都港区汐留）で『Going!Sports&News』（日本テレビ系列向けのスポーツ情報番組）の生放送へ臨んでいることを踏まえた告知で、当番組では、狩野が野球解説者としての活動を始めた2017年からこのような措置を随時講じている。

#### 過去
2003 - 2010年については前述

##### 2011年
平日の放送時間を10分に設定する一方で、土曜日・日曜日には放送枠を30分間（4月2日は58分間）に拡大。『みんなの甲子園 イブニング』では、赤星が甲子園球場前からの生中継方式で出演していた。

##### 2012年
平日に加えて、土曜日の18:56 - 19:00にも『みんなの甲子園 イブニング』を放送。『みんなの甲子園』については、平日の放送時間を15分間に拡大する一方で、土曜日の放送時間を15分間に短縮した。また、『みんなの甲子園』のみ、甲子園歴史館の営業時間終了後に館内の「高校野球ゾーン」でスタジオパートを収録していた。

##### 2013年
基本の放送枠を15分間に設定したうえで、平日には18:46 - 19:00に本編を生放送。土・日曜日には、当日の試合収録後に収録した内容を、おおむね翌日の1時台に放送していた。ただし、他番組との兼ね合いから、放送時間は日によって異なっていた。
いずれの放送にも、赤星・吉竹が甲子園球場外の「ミズノスクエア」から出演。「赤星憲広のOne Point」（放送で取り上げた試合から赤星が注目した選手を解説するコーナー）や、吉竹によるVTR取材の模様も放送した。また、当番組の放送・収録中には、大会のトーナメントを表現した階段状の小型セットを「ミズノスクエア」に配置していた。

##### 2014年
試合のダイジェストVTRでは、（決勝戦のテレビ中継実況を含む）大会中継の実況・インタビュアーも担当する井上雅雄（毎日放送のスポーツアナウンサー）がナレーターを務めた。
- 3月21日・3月24日 - 28日17:40 - 17:50　※いずれも生放送。初日には、『カワスポ』（当時金曜日の深夜に放送していたスポーツ情報番組）にも赤星・豊崎が登場するとともに、当日の試合のダイジェスト映像を放送した。ただし、26日には、当日開催予定の全試合が雨天で中止になったため放送を休止。
- 3月23日（土曜深夜）2:03 - 2:18
- 3月24日（日曜深夜）1:25 - 1:55
- 3月30日（土曜深夜）1:58 - 2:13
- 3月31日（日曜深夜）0:50 - 1:20
  - 藤本敦士（出演時点では毎日放送のラジオの野球解説者）が、スタジオにゲストで出演。
- 3月31日（月曜日）・4月1日（火曜日）・4月2日（水曜日） 17:35 - 17:45　※いずれも生放送

『みんなの甲子園　Another Story』については、大会初日（3月21日）の開会式直前（5:15 - 5:55）に放送。赤星と藤浪晋太郎による対談などで構成した。通常は当該時間帯で放送している『早ズバッ!ナマたまご』（5:15 - 5:30、同月28日で放送終了）の同時ネットを全編で休止するとともに、5:30からのフルネットで放送してきた『朝ズバッ!』を5:55からの飛び乗り放送に変更した。

##### 2015年
いずれも関西ローカルで、大会初日（3月21日）から決勝戦の当日（4月1日）まで放送。初日を除いて、毎日放送の本社（大阪市北区茶屋町）や甲子園球場からの生放送を実施した。
『みんなの甲子園』
2日目（3月22日）以降は天気予報コーナーを内包するとともに、前日開催の全試合のダイジェストと、当日の試合の見どころを紹介。当日の試合に出場する高校の選手の母親を対象に、自宅から選手を送り出す朝の光景を取材した「母の朝」というコーナーも連日放送した。なお、試合ダイジェストVTRのナレーターには、2013年まで担当していた三嶋真路が2年振りに復帰している。
『速報!みんなの甲子園』
3月23日（月曜日）から4月1日までの平日に、2016年と同じ内容で、『VOICE』内の18:50 - 53頃に内包。

##### 2016年
大会初日（3月20日）から決勝戦の当日まで、関西ローカルで放送。公式サイトでは、放送内容の一部を編集したアーカイブ動画を、毎回の放送終了後から配信している。
放送日・放送時間・出演者は以下の通り。出演者のうち、◎は当日のメインMC、※は毎日放送アナウンサー、●は2015年放送分にもゲストで出演した赤星以外の人物、○は赤星以外の元プロ野球選手、☆は甲子園試合出場ないしベンチ入り経験者を示す。
- 3月20日（日曜日）5:20 - 5:30　赤星憲広◎☆
- 3月21日（月曜日）5:30 - 5:55　赤星憲広◎☆、玉巻映美※、レッド吉田（TIM）●☆
- 3月22日（火曜日）5:30 - 5:55　赤星憲広◎☆、藤林温子※、岡田圭右[55]（ますだおかだ）●
- 3月23日（水曜日）5:30 - 5:55　赤星憲広◎☆、玉巻映美※、岡田圭右●
- 3月24日（木曜日）5:30 - 5:55　赤星憲広◎☆、藤林温子※、かみじょうたけし
- 3月25日（金曜日）5:30 - 5:55　赤星憲広◎☆、玉巻映美※、中畑清（TBSテレビ・日本テレビなどのプロ野球解説者）○
- 3月26日（土曜日）6:00 - 6:30　赤星憲広◎☆、藤林温子※、太田幸司（毎日放送プロ野球解説者）○☆
- 3月27日（日曜日）5:00 - 5:30　レッド吉田◎☆[40]、藤林温子※、パンチ佐藤○
- 3月28日（月曜日）5:25 - 5:55　赤星憲広◎☆、藤林温子※、とにかく明るい安村☆
- 3月29日（火曜日）5:25 - 5:55　赤星憲広◎☆、玉巻映美※、藤田憲右（トータルテンボス）●
- 3月30日（水曜日）5:25 - 5:55　赤星憲広◎☆、藤林温子※、ゴルゴ松本（TIMにおける吉田の相方）☆
- 3月31日（木曜日）5:25 - 5:55　赤星憲広◎☆、藤林温子※、レッド吉田●☆

2日目（3月21日）以降は、前日開催の全試合のダイジェストや、「赤丸チェック」（赤星が当日の試合の見どころを紹介するコーナー）を放送。エンディングでは、当日の試合に出場する高校の関係者に取材した模様を収めたVTRを、「朝顔」というタイトルで流していた。
『速報!みんなの甲子園』
3月21日（月曜日）以降の平日に、MIZUNOの1社提供コーナーとして、『VOICE』内の18:50 - 53頃に内包。本編の出演者は登場せず、同番組のニュースナレーターが、当日の試合のダイジェスト映像に合わせて結果を伝えた。大会では毎日放送の放送対象地域の中の奈良県にある智弁学園が優勝したため、31日の決勝戦直後の放送では、同校のナインが宿舎からの生中継で出演した。

##### 2017年
大会初日（3月19日）から決勝戦の当日（4月1日）まで、関西ローカルで放送。公式サイトでは、前年に続いて、放送済みの本編の動画を毎回の放送終了後から配信している。
試合ダイジェストVTRのナレーターに畑中ふうを起用したほか、同年の開会式入場行進曲である「恋」をオープニング、「知らない」「SUN」（いずれも星野源の楽曲）をエンディングでテーマ曲に使用。前年に続いて「今日の赤丸チェック」を放送するほか、新たに「誰もがあのとき高校生だった」（大会への出場を経験した著名なプロ野球選手が当時の思い出や現役高校球児へのメッセージを語るVTR企画）をダイジェストの合間に挿入している。その一方で、スタジオへゲストを招かず、前年までのMIZUNOに替わってバンダイナムコゲームスが単独でスポンサーに付いた。
なお、公式サイトには「前日に試合がない時は放送はありません」と記載。実際、予定されていた試合を当番組の放送後に雨天で中止することが決まった場合には、以下の措置を講じている。
3月21日には、予定されていた第3日の3試合を当番組の放送直後にすべて雨天で中止することが決まったため、翌22日には通常編成で『あさチャン!』を5:25から放送した。
3月31日には、予定されていた決勝戦を、当番組の放送後に中止することが決まった。翌4月1日に決勝戦を順延したため、同日の7:00 - 7:30に当番組を急遽放送した。
- 3月19日（日曜日）5:20 - 5:30　赤星憲広、玉巻映美、宮前徳弘
- 3月20日（月曜日）5:25 - 5:55[58]　赤星憲広、藤林温子、宮前徳弘
- 3月21日（火曜日）5:25 - 5:55　赤星憲広、藤林温子、宮前徳弘
- 3月22日（水曜日）5:25 - 5:55　中止
- 3月23日（木曜日）5:25 - 5:55　赤星憲広、藤林温子、宮前徳弘
- 3月24日（金曜日）5:25 - 5:55　赤星憲広、玉巻映美、宮前徳弘
- 3月25日（土曜日）5:30 - 6:00[59]　赤星憲広、藤林温子、宮前徳弘
- 3月26日（日曜日）5:00 - 5:30[60]　レッド吉田（TIM）[40]、玉巻映美、宮前徳弘
- 3月27日（月曜日）5:25 - 5:55　赤星憲広、玉巻映美、宮前徳弘
- 3月28日（火曜日）5:25 - 5:55　赤星憲広、玉巻映美、宮前徳弘
- 3月29日（水曜日）5:25 - 5:55　赤星憲広、藤林温子、宮前徳弘
- 3月30日（木曜日）5:25 - 5:55　赤星憲広、藤林温子、宮前徳弘
- 3月31日（金曜日）5:25 - 5:55　赤星憲広、藤林温子、宮前徳弘
- 4月01日（土曜日）7:00 - 7:30[61]　玉巻映美、藤林温子[62]

##### 2018年
大会初日（3月23日）から決勝戦の当日（4月4日）まで、関西ローカルで放送。大会2日目（3月24日）からは、関電工（24・25日）、KONAMI（26 - 30日）がスポンサーに付いた（CMが流れるのは最初の枠のみ）。また、土曜日には（前身番組や他曜日の放送分を含めて）番組史上最も長いレギュラー放送枠（45分）を設定した。
本編では、2016年から続いている「今日の赤丸チェック」（赤星が放送日に予定されている試合の見どころを紹介する企画）を「きょうの赤丸」に改称する一方で、試合ダイジェストVTRのナレーターを三嶋真路（2016年まで担当した後に2018年から復帰）と畑中ふう（2017年から担当）が交互に務めた。
進行パートは、大会が90回記念大会として開かれることにちなんで、甲子園歴史館の閉館時間中に館内の「高校野球ゾーン」から放送。また、この年から『MBSベースボールパーク』（毎日放送のテレビ・ラジオ向けプロ野球中継）のフィールドキャスターに就任した狩野が3日目（3月25日）にゲストで出演した。
以下に記す放送スケジュールについては、休養日の放送を含んでいる。予定されていた試合が全て中止になった場合には、翌日分の放送を休止したうえで、大会のスケジュールに沿って放送期間を順次延長することになっていた。ただし実際には、当初の予定通りに大会の日程を消化した。
- 3月23日（金曜日）4:25 - 4:30　赤星憲広[64]
- 3月24日（土曜日）5:30 - 6:15　赤星憲広、玉巻映美[65]
- 3月25日（日曜日）5:00 - 5:30　レッド吉田（TIM）[40]、藤林温子[66]、狩野恵輔
- 3月26日（月曜日）5:25 - 5:55　赤星憲広、森本尚太
- 3月27日（火曜日）5:25 - 5:55　赤星憲広、森本尚太[67]
- 3月28日（水曜日）5:25 - 5:55　赤星憲広、玉巻映美
- 3月29日（木曜日）5:25 - 5:55　赤星憲広、藤林温子
- 3月30日（金曜日）5:25 - 5:55　赤星憲広、玉巻映美
- 3月31日（土曜日）5:30 - 6:15　レッド吉田[68]、藤林温子
- 4月01日（日曜日）5:00 - 5:30　レッド吉田[40]、藤林温子
- 4月02日（月曜日）5:25 - 5:55　赤星憲広、藤林温子
- 4月03日（火曜日）5:25 - 5:55　赤星憲広[69]
- 4月04日（水曜日）5:25 - 5:55　赤星憲広、玉巻映美

##### 2019年
大会初日（3月23日）から決勝戦の当日（4月3日）まで、関西ローカルで放送。平日は30分、土・日曜日には45分の放送枠を編成した。その一方で、甲子園歴史館内の「高校野球ゾーン」から進行していた前年（2018年）から一転して、毎日放送本社内のスタジオを主に使用した（「高校野球ゾーン」からの進行は初日のみ。また4月3日放送分は東京都内で収録）。ちなみに、スタジオセットでは、大会に出場した全32校のユニフォームのデザインをかたどった立方体の箱を組み合わせていた。
以下に記す放送スケジュールについては、休養日の放送を含んでいる。予定されていた試合が全て中止になった場合には、翌日分の放送を休止したうえで、大会のスケジュールに沿って放送期間を順次延長することになっていた。ただし実際には、当初の予定通りに大会の日程を消化している。
- 3月23日（土曜日）5:30 - 6:15　赤星憲広、藤林温子、狩野恵輔
- 3月24日（日曜日）5:30 - 6:15　狩野恵輔[40]、藤林温子、レッド吉田（TIM）[40]
- 3月25日（月曜日）5:25 - 5:25　赤星憲広、藤林温子
- 3月26日（火曜日）5:25 - 5:55　赤星憲広、藤林温子
- 3月27日（水曜日）5:25 - 5:55　赤星憲広、藤林温子
- 3月28日（木曜日）5:25 - 5:55　赤星憲広、藤林温子
- 3月29日（金曜日）5:25 - 5:55　赤星憲広、藤林温子
- 3月30日（土曜日）5:30 - 6:15　赤星憲広、藤林温子、Seven Billion Dots
- 3月31日（日曜日）5:30 - 6:15　狩野恵輔[40]、藤林温子
- 4月01日（月曜日）5:25 - 5:55　赤星憲広、藤林温子
- 4月02日（火曜日）5:25 - 5:55　赤星憲広、藤林温子
- 4月03日（水曜日）5:25 - 5:55　赤星憲広、藤林温子

##### 2021年
大会第2日（3月20日）から決勝戦の当日（31日）まで、関西ローカルで放送。平日は35分、土・日曜日には30分の放送枠を編成していた。平日の放送時間を土・日曜日より長く設定する編成は、早朝での放送を始めた2015年以降で初めてであった。また、スタジオセットでは「出場全32校のユニフォームを洗濯ロープに吊しながら青空の下に干す」という光景をオブジェと照明で再現していた。
以下に記す放送スケジュールについては、休養日の放送を含んでいる。予定されていた試合が全て中止になった場合には、翌日分の放送を休止したうえで、大会のスケジュールに沿って4月1日（木曜日）まで放送期間を順次延長。実際には、3月21日に予定されていた1回戦3試合・28日（いずれも日曜日）に予定されていた準々決勝が雨天で中止（翌日に順延）された。その影響で、22日・29日（月曜日）の放送を休止する措置が講じられたため、両日に予定されていた狩野の代演も消滅した。
- 3月20日（土曜日）4:50 - 5:20　赤星憲広、清水麻椰
- 3月21日（日曜日）5:10 - 5:40　赤星憲広、清水麻椰
- 3月23日（火曜日）5:25 - 6:00　赤星憲広、清水麻椰
- 3月24日（水曜日）5:25 - 6:00　赤星憲広、清水麻椰
- 3月25日（木曜日）5:25 - 6:00　赤星憲広、清水麻椰
- 3月26日（金曜日）5:25 - 6:00　赤星憲広、清水麻椰
- 3月27日（土曜日）4:50 - 5:20　赤星憲広、清水麻椰
- 3月28日（日曜日）5:10 - 5:40　赤星憲広、清水麻椰
- 3月30日（火曜日）5:25 - 6:00　赤星憲広、清水麻椰
- 4月01日（木曜日）5:25 - 6:00　赤星憲広、清水麻椰、緑黄色社会
  - 緑黄色社会[72]は、「たとえたとえ」（毎日放送グループの大会テーマソング）を提供した関係で登場。当日午後の決勝戦テレビ中継にも、試合の開始前に当番組のスタジオから出演していた。

##### 2022年
大会第2日（3月20日）から決勝戦の当日（31日）まで、関西ローカルで放送。平日分の放送時間は30分で、TBSテレビ制作の全国ネット番組『THE TIME,』（毎日放送の通常編成では5:20 - 8:00の時間帯でフルネット）から、冒頭30分間のネットを臨時に返上したうえで当番組の放送枠に充てた。
前年（2021年）に35分間の放送枠を確保していた土・日曜分については、土曜分の放送時間を20分、日曜分を30分に短縮。また、土曜分のみ4時台（4:50）から放送していた前年から一転して、全ての曜日で放送の時間帯を5時台に統一している（3月20日のみ6:10まで放送）。
全曜日を通じて、前日の試合ダイジェストのナレーターを畑中ふうが担当。エンディングでは、前日の試合に出場した高校から1校の選手に注目した「春色‐ハルイロ‐」というミニ企画を組み込んでいる。また、スタジオセットでは、桜の花びらをあしらったオブジェを進行用テーブルの周囲に7つ配置。花びらの部分には、出場全32校の監督・選手が着用するユニフォームのロゴが、1枚につき1校分描かれている（余る3箇所はピンク系の造花で埋めている）。
放送のスケジュールは以下の通りで、3月29日（火曜日）が大会の休養日に当たることから、翌30日（水曜日）には当番組を編成せず『THE TIME,』のフルネットを実施。予定されていた試合が全て中止になった場合には、翌日分の放送を休止したうえで、大会のスケジュールに沿って放送期間を順次延長していた。
- 3月20日（日曜日）5:40 - 6:10　赤星憲広、前田春香
- 3月21日（月曜日）5:20 - 5:50　鳥谷敬[40]、狩野恵輔[40]、前田春香
- 3月22日（火曜日）5:20 - 5:50　赤星憲広、前田春香
- 3月23日（水曜日）5:20 - 5:50　赤星憲広、前田春香
- 3月24日（木曜日）5:20 - 5:50　赤星憲広、前田春香
- 3月25日（金曜日）5:20 - 5:50　赤星憲広、前田春香
- 3月26日（土曜日）5:00 - 5:20　赤星憲広、狩野恵輔、前田春香
- 3月28日（月曜日）5:20 - 5:50　鳥谷敬、狩野恵輔、前田春香
- 3月29日（火曜日）5:20 - 5:50　赤星憲広、前田春香
- 3月31日（木曜日）5:20 - 5:50　赤星憲広、前田春香

ちなみに、大会前に発表されていたスケジュールでは、3月18日（金曜日）に開会式と1回戦の2試合を予定。26日に準々決勝・28日に準決勝・30日に決勝を実施することを前提に、「期間中の2日は休養日に充てる」という大会の規定に沿って、準々決勝の翌日（27日）と準決勝の翌日（29日）を休養日に設定していた。実際には、18日の開会式と全試合が雨天で中止になったことから、大会本部では上記のスケジュールを1日ずつ順延。決勝の開催日も31日に変更した。さらに、26日に順延されていた2回戦の全試合を「当日中の天候不良が予想される」との理由で中止するとともに、翌27日に順延。「順延が2日以上にわたった場合には、準決勝翌日（決勝前日）分の休養日を取り消したうえで、当該日に準決勝を実施する」という大会規定に沿って、決勝の開催日を31日に据え置いたまま、27日に予定されていた準々決勝の4試合を28日、29日に設定されていた準決勝の2試合を30日（決勝の前日）に組み込んだ。

#### 2023年
大会第2日（3月19日）から決勝戦の当日（4月1日）まで、関西ローカルで放送。放送時間は全曜日30分で、平日は『THE TIME,』（前述）から冒頭30分間のネットを臨時に返上したうえで当番組の放送枠に充てている。前年（2022年）は20分間しか放送枠を確保できなかった土曜分も、放送時間を30分に拡大した。
試合ダイジェストのナレーションは例年通り畑中ふうが担当。スタジオセットには、2021年の放送で実施していた「出場全校のユニフォームを洗濯ロープに吊しながら青空の下に干す」という演出を、一部変更（ユニフォームを自立式のハンガーにかけて配置を随時変更）したうえで再び施している。また、新型コロナウイルス感染症対策の一環で2021年の選抜大会から自粛されていた「甲子園球場での試合中におけるアルプススタンドでの応援歌の演奏」が（夏の男子選手権大会や同年から甲子園球場を使用する全国高等学校女子硬式野球選手権大会の決勝を含めて）解禁されたことを受けて、「届け!ハルノコエ」というコーナーをエンディングパートに挿入。放送前日の試合に出場した高校から、1校の応援団員による「ハルノコエ」（春の声＝声援）を、実際に演奏された応援歌の一節と合わせて紹介している。
放送のスケジュールは以下の通り。
- 3月19日（日曜日）5:30 - 6:00　赤星憲広、海渡未来
- 3月20日（月曜日）5:20 - 5:50　狩野恵輔[40]、海渡未来
- 3月21日（火曜日）5:20 - 5:50　赤星憲広、海渡未来
- 3月22日（水曜日）5:20 - 5:50　赤星憲広、海渡未来
- 3月23日（木曜日）5:20 - 5:50　赤星憲広、海渡未来
- 3月25日（土曜日）5:00 - 5:30　赤星憲広、海渡未来
- 3月26日（日曜日）5:30 - 6:00　赤星憲広、海渡未来
- 3月28日（火曜日）5:20 - 5:50　赤星憲広、海渡未来
- 3月29日（水曜日）5:20 - 5:50　赤星憲広、海渡未来
- 3月30日（木曜日）5:20 - 5:50　赤星憲広、海渡未来
- 4月1日 （土曜日）5:00 - 5:30　赤星憲広、海渡未来
  - 毎日放送ではこの日から、大久保嘉人と海渡がMCを務める『KICK OFF!KANSAI』（日本サッカー協会・日本プロサッカーリーグの企画・監修による企画ネット方式のサッカー情報番組）を毎週土曜日の早朝（基本として6:30 - 7:00）に関西ローカルで放送（当日のみ放送枠を6:30 - 7:30に設定）。

予定されていた試合が全て中止になった場合には、翌日分の放送を休止したうえで、大会のスケジュールに沿って放送期間を順次延長していた。大会の開幕当初は3月28日（火曜日）が大会最初（準々決勝の翌日分）の休養日に設定されていたため、毎日放送では翌29日（水曜日）に当番組を編成せず、『THE TIME,』のフルネットを実施することを予定していた。このスケジュールでは決勝を3月31日（金曜日）に開催することが想定されていたが、実際には3月23日（木曜日）に予定されていた2回戦の全3試合が雨天の影響で中止されたため、日程を1日ずつ順延。以上の事情から、3月24日（金曜日）には『THE TIME,』のフルネットで対応したほか、30日（木曜日）にもフルネットを予定していた。しかし、26日（日曜日）に組まれていた3回戦の3試合も雨天で順延されたことによって、開幕の時点では27日（月曜日）に予定されていた準々決勝（4試合）が29日に編入。当初は2日間設けられていた休養日のうち、最初の休養日（前述）を30日に移動させたうえで、もう一方（準決勝の翌日分）の休養日を消滅させる措置も講じられた。このような事情から、毎日放送では27日と31日に、当番組を『THE TIME,』のフルネットへ振り替えることで対応している。

#### 2024年
大会の初日（3月18日）から決勝戦の当日（3月31日）まで、関西ローカルで放送。平日の放送時間は40分で、TBSテレビ制作の全国ネット番組『THE TIME,』（毎日放送の通常編成では5:20 - 8:00の時間帯でフルネット）から、冒頭40分間のネットを臨時に返上したうえで当番組の放送枠に充てていた。
毎日放送では2022年から、当番組を平日に放送する場合に『THE TIME,』冒頭の差し替え措置を講じている。前年（2023年）まではこの措置によって30分の放送枠を得ていたが、前年の放送期間終了後に『THE TIME,』5時台の構成が変更されたため、この年には当番組の放送枠を40分に拡大。放送上は6:00を目途に、当番組から『THE TIME,』に直結するようになった。その一方で、『THE TIME,』が編成されない土・日曜日には、30分の放送枠を早朝の5時台（5:00 - 5:30）に確保している。
この年が阪神甲子園球場の開場（1924年8月1日）および、第1回選抜中等学校野球大会（選抜高校野球大会の前身で愛知県名古屋市の山本球場を使用）の開催から100周年に当たることを踏まえて、進行パートの収録では2018年以来6年振りに甲子園歴史館の「高校野球ゾーン」を使用。収録に際しては、2021年から続けられている「出場全校のユニフォームを背景に掲げる」という演出を、「高校野球ゾーン」の壁面で実現させている。
VTRのナレーターには、畑中ふうに加えて、毎日放送アナウンサーの松本麻衣子を新たに起用。試合のダイジェスト映像には畑中、出場校・注目選手の紹介や特集企画の映像には松本が声を当てている。
放送のスケジュールは以下の通り。
- 3月19日（火曜日）5:20 - 6:00　赤星憲広、海渡未来、星乃夢奈[74]（『みんなの甲子園』公式SNSアンバサダー）
- 3月20日（水曜日）5:20 - 6:00　赤星憲広、海渡未来
- 3月21日（木曜日）5:20 - 6:00　赤星憲広、海渡未来
- 3月22日（金曜日）5:20 - 6:00　赤星憲広、海渡未来
- 3月23日（土曜日）5:30 - 6:00　赤星憲広、海渡未来
- 3月26日（火曜日）5:20 - 6:00　赤星憲広、海渡未来
- 3月27日（水曜日）5:20 - 6:00　赤星憲広、海渡未来
- 3月28日（木曜日）5:20 - 6:00　赤星憲広、海渡未来
- 3月29日（金曜日）5:20 - 6:00　赤星憲広、海渡未来
- 3月31日（日曜日）5:00 - 5:30　赤星憲広、海渡未来

予定されていた試合が全て中止になった場合には、翌日分の放送を休止したうえで、大会のスケジュールに沿って放送期間を順次延長していた。実際には、3月23日（土曜日）に予定されていた3試合（1回戦1試合・2回戦2試合）が、雨天の影響で2日続けて中止。この事態を受けて、大会を3月中に終えることを前提に試合日程の順延・変更が相次いだため、準決勝と決勝の間に設けられていた「休養日」が消滅している。
当大会では準決勝までの全試合が日曜以外の曜日に開催されたため、赤星は2021年以来3年振りに全ての放送回へ出演するに至った。

### 特記
※雨天中止（全試合）の場合、当番組は休止となり別番組放送（当番組の特別編を編成したこともあった）。以前はこれの次の番組を繰り上げる処置をとったことがあった。但し、通常23:55から放映されている自社制作のバラエティは大会予定期間中は、2011年までは開催有無に関係なく休止となっていたが、2012年はハイライト番組終了後、時間繰り下げとなるが原則として通常同様放送されていた。

### CS放送（GAORA）
- 2014年までは基本として、翌日の第1試合の前（早朝）に本編を放送[75]。「Another Story」については、再編集で単独番組に仕立てたうえで、大会終了後に放送していた。
- 2015年から2017年までは、大会期間中の放送を取りやめる代わりに、毎日放送で放送した内容を前・後編（いずれも150分のダイジェスト番組）に編集。大会終了直後（4月上旬の土・日曜日）に2日連続で放送するほか、同月中に複数回のリピート放送を実施していた。
- 2018年には、毎日放送でのオンエア後（当日の第1試合の開始前）に本編、準決勝が催された4月3日（火曜日）に12日目までのダイジェスト（再編集版）を放送。決勝戦（4月4日）翌日（5日＝木曜日）には、決勝戦当日分の再放送を実施した。
- 2019年には、前年と同じく、毎日放送でのオンエア後（当日の第1試合の開始前）に本編を放送。大会終了後の4月4日（木曜日）に6日目までのダイジェスト、4月8日（月曜日）に7日目以降のダイジェストを放送した。当番組を再開した2021年以降も、このパターンを踏襲している。

## テーマソング
2020年以降のテーマソングは、『第○回センバツ MBS公式テーマソング』として使用される。
- 2005年：柴田淳「ぼくの味方」
- 2006年：平川地一丁目「校庭に見つけた春」
- 2007年：FUNKY MONKEY BABYS「Lovin' Life」
- 2008年：GReeeeN「涙空」
- 2009年：No Regret Life「迫る夕暮れ」
- 2010年：flumpool「今年の桜」、RADWIMPS「最後の歌」
- 2011年：カラーボトル「走る人」
- 2012年：DUFF「君に贈る詩」
- 2013年：FUNKY MONKEY BABYS「幸せを抱きしめよう」「ありがとう」
- 2014年：シクラメン「どんなに どんなに」
- 2015年：家入レオ「TWO HEARTS」
- 2016年：Little Glee Monster「Never ending dreamer」[77]
- 2017年：星野源「恋」「知らない」「SUN」
- 2018年：androp「Arigato」、ベリーグッドマン「Hello」
- 2019年：Seven Billion Dots「春風」[78]
- 2020年：SHE'S「Higher」[79]
  - 『第92回センバツ MBS公式テーマソング』としては幻に終わったが、同大会の中止に伴う代替措置として2020年甲子園高校野球交流試合が開催されたことから、前述した『あす開幕! みんなの甲子園スペシャル～出場32校の笑顔を集めました～』や「みんなの甲子園　2020交流試合LIVE配信」のテーマソングに使われている。
- 2021年：緑黄色社会「たとえたとえ」[80]
- 2022年：Creepy Nuts「パッと咲いて散って灰に」
  - Creepy Nutsにテーマソングの制作を依頼したことを発表した1月28日の時点では制作中で、タイトルも決まっていなかった[81]が、大会の組み合わせ抽選がオンライン方式で実施された3月5日からプロモーションビデオを公開[82]。
- 2023年：マカロニえんぴつ「PRAY.」[83]
- 2024年：My Hair is Bad「太陽」
- 2025年：HY「白球を繋げ」

## 映像記録（DVD）
第83回（2011年）以降の大会では、毎日放送の協力で、全試合および開会式・閉会式のダイジェスト映像に当番組での取材映像を加えたDVDを製作。「みんなの甲子園 ～選抜高等学校野球大会全記録～」というタイトルで、ポニーキャニオンが開催年の夏（7月または8月）から発売していた。
過去に発売したDVDは以下の通りで、いずれも販売元はポニーキャニオン。第88回（2016年）以降の大会については、DVDを発売せず、インターネットでのアーカイブ動画の配信で対応している。
- 「みんなの甲子園2011 ～第83回選抜高等学校野球大会全記録～」（2011年7月29日発売、PCBP-52074）
- 「みんなの甲子園2011 ～第84回選抜高等学校野球大会全記録～」（2012年7月27日発売、PCBP-52216）
- 「みんなの甲子園2013 ～第85回選抜高等学校野球大会全記録～」（2013年7月26日発売、PCBP-52254）
- 「みんなの甲子園2014 ～第86回選抜高等学校野球大会全記録～」（2014年7月25日発売、PCBP-52216）
- 「みんなの甲子園2015 ～第87回選抜高等学校野球大会全記録～」（2015年8月25日発売、PCBP-52326）

## 「公式スピンオフドラマ」の制作とインターネット向け配信
毎日放送とemole（エモル）株式会社（東京都目黒区に本社を置くショートドラマの配信事業者）は、甲子園大会を目指す高校球児に焦点を当てた1話3分のショート（短尺）ドラマを、2024年から「『みんなの甲子園』公式スピンオフドラマ」と銘打って共同で制作。制作したドラマの動画を、『みんなの甲子園』の放送初日から、MBSテレビ（毎日放送）のYouTube公式チャンネルと「BUMP」（emoleが運営する無料登録制のスマートフォン向けショートドラマ配信アプリ）で公開している。
公開対象の作品は以下の通りで、MBSテレビのYouTubeチャンネルでは、基本として1回の配信につき1話分の動画を完全無料で公開。その一方で、「BUMP」では全話の一斉配信を独占的に実施している。ちなみに、2024年にいち早く配信された『春になれ!』では、赤星が硬式野球部のコーチ役でドラマデビューを果たした。
- 2024年：『春になれ!』（全8話）[84]
  - 主演：星乃夢奈（「『みんなの甲子園』公式SNSアンバサダー」を兼務）
  - 出演：夏生大湖、安部伊織、八条院蔵人、山田愛奈、赤星憲広
  - 製作：emole、毎日放送、博報堂DYメディアパートナーズ
  - 制作プロダクション：第3惑星、BitStar
  - 監督：山口龍太朗
  - エグゼクティブ・プロデューサー：澤村直道（emole代表取締役社長）
  - プロデューサー：森下大（第3惑星）、清水俊一（BitStar）、渡紗也子（MBS）
  - テーマソング：My Hair is Bad『太陽』（「第96回センバツ MBS公式テーマソング」）
  - 配信開始日：2024年3月18日（第96回選抜高等学校野球大会の初日）

## 前身番組
毎日放送では、1982年・1983年の大会期間中に、『JNNスポーツデスク』（TBS制作・全国ネットのスポーツニュース）の終了後に30分程度のハイライト番組として『センバツ・ダイジェスト』を当時の本社（毎日放送千里丘放送センター）内のスタジオから放送。毎日放送のスポーツアナウンサーがキャスターを務めた。この番組では、同じ時期に放送を開始した全国高等学校ラグビーフットボール大会のハイライト番組と同じく、中継のダイジェスト映像を中心に構成していた。
1984年から1999年までは『球春!センバツ甲子園』、2000年から2002年までは『センバツバーニングスタジアム』というタイトルでダイジェスト番組を継続。『球春!センバツ甲子園』では、一時期は60分番組として放送されていたこともあった。
『球春!センバツ甲子園』では、主に関西地方の高校へ在学する女子学生が、「セブンティーンリポーター」（少なくとも1997年以降の表記は「17リポーター」）という肩書で選手や応援席（近畿勢の学校中心）の模様を紹介する企画を放送。また、前枠で放送していたスポーツニュースのエンディング映像に、「この後は『球春!センバツ甲子園』をご覧ください」という字幕を入れていた。キャスターは子守康範（1988年）・結城哲郎（1989年）・大沼啓延（1991年）・大八木友之（1999年、大沼以外は当時の毎日放送アナウンサー）で、試合のダイジェストに毎日放送でのテレビ中継からの録画映像を使用していたため、ダイジェスト映像の冒頭には当該中継での実況アナウンサー・解説者の氏名を字幕で表示。また、「セブンティーンリポーター」の卒業記念特集を兼ねて、決勝や大会を振り返る回も放送されていた。
ちなみに、藤原紀香（女優）は親和女子高等学校在学中の1989年、谷口真由美（法学者で元・日本ラグビーフットボール協会理事）は大阪府立清水谷高等学校在学中の1992年、宇都宮まき（タレント・吉本新喜劇座員）は大阪府立東住吉高等学校在学中の1998年に「セブンティーンリポーター」を担当。『ゲームセンターCX』（フジテレビONE）のプロデュースやナレーションで知られる菅剛史（ガスコイン・カンパニー代表取締役社長）は、「おふぃすまどか」（毎日放送と同じく大阪市内に本社のある番組制作会社）のディレクター時代に、「セブンティーンリポーターによる甲子園球場内でのグルメリポート」という特集企画の立案と制作へ携わっていた。
『センバツバーニングスタジアム』では、セブンティーンリポーター制度を廃止する一方で、芸能人をMC（メインパーソナリティ）に起用。2000年には、加藤いづみがメインパーソナリティを担当した。JNN系列全国ネットのスポーツニュースでは、この時期から、高校野球（主に決勝戦）の結果を簡潔に伝えるだけにとどまっている。